# جان بلر
جان بلر (انگلیسی: Jon Blair؛ زادهٔ ۱ ژانویه ۱۹۵۰) یک کارگردان اهل آفریقای جنوبی است. وی همچنین برنده جوایزی همچون جایزه امی، جایزه گرمی و جایزه اسکار بهترین فیلم مستند برای فیلم آنه فرانک به خاطر داشت شده و دارنده نشان رتبه امپراتوری بریتانیا است.